# القرون الوسطى (فلم)
القرون الوسطى (بالإنجليزية: Medieval) هو فيلم دراما تاريخي تشيكي من إخراج بيتر جاكل وبطولة بن فوستر، مايكل كين، تيل شفايجر، وليام موسلي، ماثيو جوود وصوفي لو، من المقرر عرض الفيلم في 8 سبتمبر 2022.

## القصة
في القرن الرابع عشر ، كان فنتسل الرابع هو ملك بوهيميا والإمبراطور الروماني في نفس الوقت. استلم Wenceslas العرش بعد والده كارل الرابع، لكن عهده لم يكن ناجحًا ويبدو أن المملكة تنهار تحت حكمه الضعيف. يستمر أقوى نبيل في البلاد وهو  هنري الثالث امير  روزنبرغ ، بالاستيلاء على ممتلكات النبلاء الأدنى واحدًا تلو الآخر ، حتى يبدأ أحدهم في المقاومة. يان جيجكا، الفارس المرتزق والقائد المستقبلي لجيش الهوسيت، يريد الانتقام بعد أن قتل روزنبرغ جميع أفراد عائلته تقريبًا. تقع خطيبة روزنبرغ كاثرين في حب المحارب وتسلمه النص بين روزنبرغ وعصبة اللوردات الذين يخططون للإطاحة بالملك. على الرغم من الكشف عن المؤامرة ، تنجح العصبة في اختطاف الملك. تمكنت قوات الملك من تحرير Wenceslas ، لكن عليه أن يقبل سلامًا مهينًا. وبالتالي يتعين على زيتشكا الاختيار بين بديلين: التخلي عن النضال من أجل العدالة والحصول على رتبة أعلى في الديوان الملكي ، أو الاستمرار في القتال ، وإن كان وحيدًا ومهجورًا.

## روابط خارجية
- الموقع الرسمي
- مقالات تستعمل روابط فنية بلا صلة مع ويكي بيانات

لا توجد روابط لمواقع التواصل الاجتماعي.